# Opperhausen
Opperhausen ist eine Ortschaft der Stadt Einbeck im südniedersächsischen Landkreis Northeim.

## Geografie
Opperhausen befindet sich im östlichen Teil der Stadt Einbeck. Nordwestlich des Ortes verläuft die Auetalbrücke. Zu Opperhausen gehört der nördlich gelegene Weiler Oyershausen.

## Geschichte

### Eingemeindungen
Im Zuge der Gebietsreform in Niedersachsen, die am 1. März 1974 stattfand, wurde die zuvor selbständige Gemeinde Opperhausen in die Gemeinde Kreiensen eingegliedert. Als Teil dieser Gemeinde wurde Opperhausen am 1. Januar 2013 eine Ortschaft der neugebildeten Stadt Einbeck.

### Einwohnerentwicklung
| Jahr      | 1910  | 1925  | 1933  | 1939  | 1950  | 1956  | 1961  | 1970  | 1973  | 2010 | 2020  |
| --------- | ----- | ----- | ----- | ----- | ----- | ----- | ----- | ----- | ----- | ---- | ----- |
| Einwohner | 757   | 803   | 772   | 735   | 1303  | 1023  | 982   | 930   | 918   | 811  | 738   |
| Quelle    | [ 5 ] | [ 6 ] | [ 6 ] | [ 6 ] | [ 7 ] | [ 7 ] | [ 8 ] | [ 8 ] | [ 1 ] |      | [ 9 ] |

|  |

## Politik

### Ortsrat
Der Ortsrat von Opperhausen setzt sich aus sieben Ratsmitgliedern der folgenden Partei zusammen:
- Wgem. Gemeinschaftslifte Oppershausen/Osterbruch (WG GOO): 6 Sitze
- Einzelbewerber Jörg Ackenhausen: 1 Sitz

(Stand: Kommunalwahl 20. September 2021)

### Ortsbürgermeister
Der Ortsbürgermeisterin ist Beatrix Tappe-Rostalski (WG).

## Kultur und Sehenswürdigkeiten

### Bauwerke
Das Ortsbild wird vom Gebäude der Opperhäuser St.-Urbanus-Kirche geprägt.

### Sport/Vereine
- DRK-Ortsverein
- Heimatverein Opperhausen – Osterbruch e. V.
- TSG Opperhausen e. V.

## Wirtschaft und Infrastruktur

### Öffentliche Einrichtungen
- Ortsfeuerwehr
- Kindergarten

### Verkehr
Der Haltepunkt Opperhausen lag an der Bahnstrecke Osterode–Kreiensen. Diese wurde stillgelegt.

## Persönlichkeiten

### Söhne und Töchter des Ortes
- Walter Drude (1863–1931), evangelisch-lutherischer Pfarrer, Generalsuperintendent und Schulinspektor
- Karl Sander  (1878–1938), Romanist und Lehrer

### Personen, die mit dem Ort in Verbindung stehen
- Rudolph Friedrich Schultze (1738–1791), evangelischer Theologe, er war von 1763 bis 1774 Pfarrer in Opperhausen